# 岑旭
岑旭（しん きょく、1952年8月 - ）は、中華人民共和国解放軍の軍人、海軍中将。

## 概要
1952年8月、北京市に生まれる。籍貫地は山西省運城県。軍歴を重ね東海艦隊政治委員を任される。その後、海軍政治部や総政治部の要職を任ぜられる。

## 来歴
- 1952年8月 北京市生まれ。籍貫地は山西省運城県
- 2003年12月 海軍装備研究院政委
- 2004年7月 南海艦隊副政治委員（兼任南海艦隊航空兵政委）
- 2008年7月 東海艦隊政治委員（兼任南京軍区副政治委員）
- 2009年7月 海軍中将
- 2011年12月 中国人民解放軍海軍副政治委員
- 2012年11月 中国共産党第十八届中央規律検査委員会委員に当選
- 2013年1月 中国人民解放軍総政治部主任助理